# 蠣崎舜広
蠣崎 舜広（かきざき としひろ）は、戦国時代の武士。

## 生涯
天文8年（1539年）、蝦夷地の戦国大名・蠣崎季広の嫡男として誕生。幼名は彦太郎。のちに元服し、蠣崎宮内舜広と名乗る。父からは将来を嘱望され後継者に指名されていたが、永禄4年（1561年）に南条広継の正室となっていた姉に毒殺されたという。享年23。

## 系譜
- 父：蠣崎季広（1507-1595）
- 母：伝妙院 - 河野季通の娘
- 兄弟姉妹
  - 長女：南条広継正室
  - 長男：蠣崎舜広（1539-1561）
  - 次男：明石元広（?-1562） - 明石季衡の養子
  - 三男：松前慶広（1548-1616）
  - 四男：蠣崎随良 - 法源寺住持
  - 五男：蠣崎正広 - 正広系蠣崎家初代
  - 六男：蠣崎長広 - 定広、長広系蠣崎家初代
  - 七男：蠣崎定広 - 信広、但馬守
  - 八男：蠣崎包広 - 与三郎、典三郎、早世
  - 九男：蠣崎吉広（?-1645） - 吉広系蠣崎家初代
  - 十男：蠣崎仲広 - 助五郎
  - 十一男：蠣崎守広（1564-1635） - 忠広、広勝、守広系蠣崎家初代
  - 十二男：蠣崎員広 - 景広、主水助、員広系蠣崎家初代
  - 十三男：蠣崎貞広 - 右衛門大夫、兄：正広の養子
  - 女子：下国師季正室
  - 女子：喜庭季信室
  - 四女：小平季遠室
  - 女子：厚谷季貞室
  - 女子：安東茂季正室
  - 女子：村上忠儀室
  - 女子：神浦季綱室
  - 女子：下国重季室
  - 女子：下国直季室
  - 女子：佐藤季連室
  - 女子：村上直儀室
  - 十三女：新井田広貞室